# Moreton-in-Marsh
Moreton-in-Marsh è un paese di 3 198 abitanti del Gloucestershire, in Inghilterra.